# Harlem Playgirls
Die Harlem Playgirls waren eine afroamerikanische Frauenband der Swing-Ära, die von 1935 bis 1940 tätig war.

## Geschichte
Die Band wurde 1935 von der Schlagzeugerin Sylvester Rice (1905–1984) gegründet. Dabei griff sie auf Mitglieder der Dixie Sweethearts zurück. Die Harlem Playgirls tourten vor allem im Mittleren Westen (TOBA Circle). 1937 und 1938 traten sie im Apollo Theater auf und 1938 gewannen sie eine Battle of the Bands im Savoy Ballroom in Chicago gegen die Band von Johnny Long. Frontfrauen waren anfangs Babe Briscoe (Trompete, Gesang) und Eddie Crump.  Brisco kam aus New Orleans und war vorher bei Lil Hardin Armstrong und Joe Robichaux. Solistinnen waren Ernestine „Tiny“ Davis war 2. Trompete (und Solo-Trompeterin) und später bei den International Sweethearts of Rhythm ebenso wie die Tenorsaxophonistin Vi Burnside. Außerdem die Posaunistin Lela Julius, die ab 1938 die Band leitete.
1938 war die Besetzung unter der Leitung von Habe Briscoe:
- Trompete: Alice Proctor, Marjorie Ross, Bessie Comeaux
- Lelia Julius, Posaune und Gitarre
- Reeds (Saxophon/Klarinette): Harig Thompson, Margaret Backstrom (Tenorsaxophon), Violet Burnside (Vi Burnside, Tenorsaxophon)
- Orvella Moore, Klavier
- Jennie Byrd, Schlagzeug
- Gwen Trigg, Bass

Zu den Musikerinnen zählten außerdem die Posaunistin Elizabeth King, die Trompeterinnen Mary Shannin (1935) und Jean Ray Lee, die Bassistin Mary Backstrom, die Geigerin Pamela Moore, die Saxophonistin Lula Edge und die Altsaxophonistin Madge Fountain, Schlagzeugerin Henrietta Fountain.
Die Band bestand bis 1940. In diesem Jahr unternahm sie noch eine dreimonatige Tour in den Südstaaten. Viele der Mitglieder gingen danach zu anderen Bands mit farbigen Musikerinnen, den International Sweethearts of Rhythm, den Prairie View Coeds oder den Darlings of Rhythm.